# Harald Andersson
Harald Andersson (2. dubna 1907 – 18. května 1985) byl švédský atlet, mistr Evropy v hodu diskem z roku 1934.

## Sportovní kariéra
Celkem desetkrát vylepšil švédský rekord v hodu diskem. Nejúspěšnější sezónou se pro něj stal rok 1934 – stal se premiérovým mistrem Evropy v této disciplíně a 25. srpna vytvořil světový rekord v hodu diskem výkonem 52,42 m. Osobní rekord 53,02 m pochází z roku 1935.